# Фильдорф, Август Эмиль
Август Эмиль Фильдорф (пол. August Emil Fieldorf; 20 марта 1895 года, Краков — 24 февраля 1953 года, Варшава) — бригадный генерал Войска Польского.

## Образование
Окончил школу св. Николая в Кракове, а затем мужскую семинарию. В 1910 году вступил в Стрелковый союз, в 1912 году стал его полноправным членом. Окончил унтер-офицерские курсы.

## Участник Первой мировой войны
6 августа 1914 ушёл добровольцем в Польские легионы, служил на русском фронте в качестве заместителя командира пехотного взвода. С 1916 — сержант, в 1917 учился в офицерской школе. После «присяжного кризиса» (отказа польских легионеров принести присягу на верность императорам Германии и Австро-Венгрии) был направлен на итальянский фронт в составе австрийской армии. Покинув службу, с августа 1918 года работал в составе Польской военной организации в Кракове.

## Офицер Войска Польского
С ноября 1918 — в рядах Войска Польского, командир взвода, с марта 1919 — командир роты. В 1919-1920 участвовал в виленской кампании, затем в советско-польской войне, участвовал в занятии Динабурга, Житомира, в походе на Киев, в Белостокской битве. После войны оставался на действительной службе, с 1928 — майор, командир батальона в 1-м пехотном полку Легионов. С 1935 — командир батальона «Тракай» в составе полка пограничной охраны «Вильно». Незадолго до начала Второй мировой войны назначен командиром 51-го пехотного полка имени Джузеппе Гарибальди, расквартированного в Брезанах. Во время сентябрьской кампании 1939 года во главе своего полка в составе 12-й пехотной дивизии участвовал в битве под Илзой, после разгрома полка в гражданской одежде добрался до Кракова.
После поражения Польши перебрался во Францию (где окончил штабные курсы и в мае 1940 произведён в полковники), затем в Великобританию для продолжения борьбы против немцев.

## Офицер Армии Крайовой
В июле 1940 стал эмиссаром польского эмигрантского правительства в стране, в сентябре 1940 прибыл в Варшаву. В 1942 — комендант района Армии Крайовой (АК) № 2 «Белосток», с осени 1942 — комендант «Кедива» (управления диверсионной службы) главного командования АК. Отдал приказ о ликвидации бригадефюрера СС Франца Кучеры. С февраля по июль 1944 — комендант законспирированной организации «Не» («Независимость»), которая должна была действовать после занятия территории Польши советскими войсками. С 28 сентября 1944 — ,бригадный генерал. С октября 1944 по январь 1945 — заместитель командующего АК генерала Леопольда Окулицкого, затем заместитель коменданта «Не». Псевдоним — «Ниль».

## Преследования и гибель

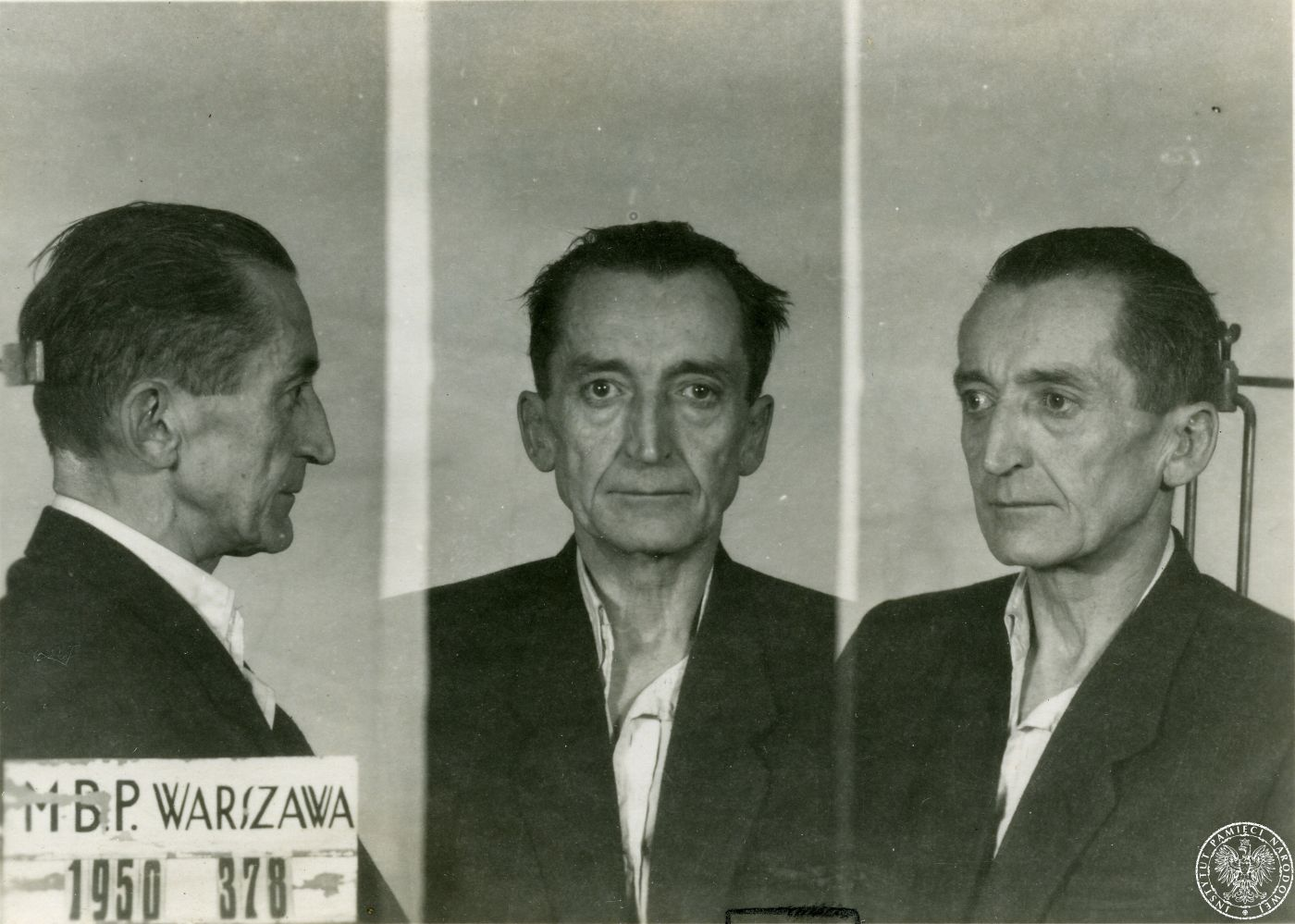
Фотография арестованного А. Фильдорфа.

7 марта 1945 года арестован, но его личность установлена не была. Вывезен в СССР, где под чужим именем находился в заключении до 1947 года, когда вернулся в Польшу. Жил под вымышленным именем в Бяла-Подляске, Варшаве, Кракове, Лодзи, в подпольной деятельности не участвовал. Пытался легализоваться под своей настоящей фамилией, но в ноябре 1950 года был арестован управлением безопасности. Обвинён в даче приказов на ликвидацию советских партизан. Несмотря на пытки, не признал себя виновным и отказался сотрудничать со следствием. 16 апреля 1952 года приговорён к смертной казни воеводским судом Варшавы. Казнён 24 февраля 1953 г.
В 1958 году Генеральная прокуратура прекратила дело в его отношение за отсутствием доказательств вины. В марте 1989 года реабилитирован с измененной формулировкой — в связи с невиновностью.

## Память о генерале
В 1972 г. на его символической могиле был поставлен памятник. 

В 2008 г. Сейм Польши принял резолюцию в память 55-летия со дня гибели генерала Фильдорфа. 
В 2009 г. на экраны вышел фильм «Генерал Ниль», а министр национальной обороны присвоил имя генерала Фильдорфа подразделению польского спецназа. 
В Варшаве, в районе Гоцлав, имеется улица его имени; 26 сентября 2010 в Варшаве был открыт памятник генералу.

## Награды
Награждён орденом Белого Орла (2006; посмертно), Серебряным и Золотым крестами Военного ордена «Виртути Милитари» , Крестом Независимости, Кавалерским крестом ордена Возрождения Польши, Крестом Храбрых (четырежды).